# Wahlkreis Leipzig V
Der Wahlkreis  Leipzig V war ein Landtagswahlkreis zur Landtagswahl in Sachsen 1990, der ersten Landtagswahl nach der Wiedergründung des Landes Sachsen. Er hatte die Wahlkreisnummer 9. Für die Landtagswahlen 1994 wurde auch infolge der Kreisreform die Wahlkreisstruktur verändert, zudem wurde die Zahl der Wahlkreise von 80 auf 60 verringert. Das Gebiet des Wahlkreises Leipzig V wurde Teil einer der sechs Wahlkreise auf Leipziger Stadtgebiet.
Das Wahlkreisgebiet umfasste den Stadtbezirke Süd I mit den Wohnbezirken 437, 438, 440, 441, 445 und 485 und den kompletten Stadtbezirk Südost.

## Ergebnisse
Die Landtagswahl 1990 fand am 14. Oktober 1990 statt und hatte folgendes Ergebnis für den Wahlkreis Leipzig V:
| Direktkandidat | Partei (Kürzel) | Erststimmen (%) | Zweitstimmen (%) |
| -------------- | --------------- | --------------- | ---------------- |
|                | DA              | -               | 00,4             |
| Friedbert Groß | CDU             | 39,4            | 39,1             |
|                | Chr. L          | -               | 00,2             |
|                | DBU             | -               | 00,4             |
|                | DSU             | -               | 02,6             |
|                | F.D.P.          | 10,1            | 07,7             |
|                | LL-PDS          | 12,1            | 11,7             |
|                | NPD             | -               | 00,6             |
|                | FORUM           | 11,6            | 08,9             |
|                | RAP             | -               | 00,1             |
|                | SHB             | -               | 00,1             |
|                | SPD             | 26,9            | 28,3             |

Es waren 52.708 Personen wahlberechtigt. Die Wahlbeteiligung lag bei 67,3 %. Von den abgegebenen Stimmen waren 2,3 % ungültig. Als Direktkandidat wurde Friedbert Groß (CDU) mit 39,4 % aller gültigen Stimmen gewählt.